# وزیر خروج از اتحادیه اروپا
وزیر عالی علیاحضرت برای خروج از اتحادیه اروپا وزیر مسئول خروج بریتانیا از اتحادیه اروپا است، که به صورت غیررسمی به عنوان «برکسیت» نام‌گذاری شده‌است. وزیر، پس از رفراندوم در سراسر کشور در ۲۳ ژوئن ۲۰۱۶، که در آن اکثریت رأی به نفع خروج از اتحادیه اروپا داده‌بودند، مذاکرات خروج را تحت نظارت قرار داد. دارنده منصب عضو کابینه بریتانیا است.
این منصب در ابتدای نخست‌وزیری ترزا می، که در تاریخ ۱۳ ژوئیه ۲۰۱۶ به عنوان نخست وزیر بریتانیا انتخاب شد، ایجاد شد.بعدها گزارش شد که ترزا می دستور داد که کارمندان دولتی برای پیدا کردن یک ساختمان برای ایجاد یک ادارهٔ جدید برای خروج از اتحادیه اروپا باشند، که توسط وزیر اداره شود.
اولین وزیر، دیوید دیویس،که به مدت طولانی برای خروج بریتانیا از اتحادیه اروپا مبارزه کرد.
دیویس در مدت کوتاهی قبل از نیمه شب ۸ ژوئیه ۲۰۱۸ استعفا داد. دامینیک راب در تاریخ ۹ ژوئیه به عنوان جایگزین او منصوب شد و در تاریخ ۱۵ نوامبر ۲۰۱۸ استعفا داد. استفن بارکلی، که به عنوان وزیر بهداشت در خدمت بود، به عنوان جانشین راب در تاریخ ۱۶ نوامبر ۲۰۱۸ انتخاب شد.

## فهرست وزیران خروج از اتحادیه اروپا
رنگ (برای احزاب سیاسی):       حزب محافظه‌کار (بریتانیا)
| تصویر | تصویر | نام           | دوره اداری     | دوره اداری     | حزب        | نخست وزیر | نخست وزیر | مرجع. |
| ----- | ----- | ------------- | -------------- | -------------- | ---------- | --------- | --------- | ----- |
|       |       | دیوید دیویس   | ۱۳ ژوئیه ۲۰۱۶  | ۸ ژوئیه ۲۰۱۸   | محافظه کار |           | ترزا می   | [ ۹ ] |
|       |       | دامینیک راب   | ۹ ژوئیه ۲۰۱۸   | ۱۵ نوامبر ۲۰۱۸ | محافظه کار | [ ۱۰ ]    | ترزا می   |       |
|       |       | استیون بارکلی | ۱۶ نوامبر ۲۰۱۸ | وزیر فعلی      | محافظه کار | [ ۸ ]     | ترزا می   |       |